# FK Mladost Apatin
Der FK Mladost Apatin (vollständiger Name auf Serbisch: Фудбалски клуб Mлaдocт Апaтин – ФК Mлaдocт Апaтин, Fudbalski klub Mladost Apatin – FK Mladost Apatin) ist ein serbischer Fußballverein aus Apatin. Aufgrund von wirtschaftlicher Leistungsunfähigkeit zog man seine A-Mannschaft 2011 aus dem Fußballsport zurück bzw. stellte den Betrieb vorerst ein. Bis heute spielen nur noch die Jugendabteilungen des Clubs als OFK Mladost Apatin.

## Geschichte
Der Verein wurde 1928 zur Zeiten des Königreich der Serben, Kroaten und Slowenen (1918–1928) mit Namen SK Tri zvezde gegründet. 1950 wurde er während des Sozialistischen Jugoslawien (1945–1992) in FK Mladost Apatin umbenannt. Seine ersten Erfolge kamen mit der der Unabhängigkeit Serbiens 2006. In der Saison 2006/07 spielte der Club in der Super liga, der höchsten Spielklasse des Landes, er ist jedoch in der Saison 2007/08 aus finanziellen Gründen nicht mehr in der Super liga angetreten und spielte anschließend in der Prva liga. Dort spielte man bis 2010. Das nächste Jahr belegte der Verein den letzten Platz der Srpska liga Vojvodina und war somit abgestiegen. Aufgrund von wirtschaftlicher Leistungsunfähigkeit zog man seine A-Mannschaft aus dem Fußballsport zurück bzw. stellte den Betrieb vorerst ein. Bis heute spielen nur noch die Jugendabteilungen des Clubs als OFK Mladost Apatin.

## Stadion
Das Sportski centar Rade Svilar („Sportzentrum Rade Svilar“), auch Stadion kraj Dunava („Stadion neben der Donau“) genannt, ist das Heimstadion des Vereins, dessen Kapazität gegenwärtig 3.000 Sitzplätze beträgt und sich in unmittelbarer Nähe der Donau befindet. Anfangs trug es den Namen Sportski centar Mladost, es wurde jedoch nach Rade Svilar umbenannt, dem Direktor der Apatinska pivara, einer serbischen Brauerei.
Mitte der 1990er wurden die ersten zwei Spielfelder dieses Sportzentrums errichtet, auf dem sich zuvor ein Sumpf befand. Damit dieses Projekt bewerkstelligt werden konnte, wurden zuerst 10.000 Tonnen Sand der Donau entnommen, die als Fundament dienten. Diesem folgte Humus, welches aus dem naheliegenden Dorf Prigrevica angeschafft wurde. Nach der Fertigstellung der anschließenden Drainage folgte die Anlieferung des Spielrasens in Form eines Naturrasens aus der Stadt Vršac. Im Laufe der Zeit entstand schließlich das Fußballstadion. Heute besitzt das Stadion nur eine Tribüne.